# Beyond the Bridge
Beyond the Bridge is een progressieve-metal en -rock-band uit Frankfurt am Main, die in 1999 onder de naam Fall Out opgericht werd.

## Geschiedenis
De band werd in 1999 onder de naam Fall Out als schoolband opgericht. Na enige lokale optredens ging de band voorlopig uit elkaar, zodat de leden zich konden concentreren op hun studie en andere werkzaamheden. In 2005 besloot gitarist Peter Degenfeld-Schonburg de band nieuw leven in te blazen. In de vijf jaren daarop werkte hij samen met toetsenist Christopher Tarnow aan het conceptalbum The Old Man and the Spirit. Als producer werd Simon Oberender in de arm genomen. Als nieuwe drummer kwam Fabian Maier en als nieuwe zanger Herbie Langhans in de bezetting. Bassist Dominik Stotzem, die al eerder in de schoolband zat, kwam ook weer bij de band. Korte tijd later kwam er nog een zanger bij, Dilenya Mar. De opnamen van The Old Man and the Spirit begonnen in 2008 in de Gate Studio in Wolfsburg. In 2011 werden de opnamen afgerond, waarna het album in januari 2012 bij Frontiers Records verscheen. In september 2012 trad de band op het ProgPower USA-festival op. In oktober 2012 sloeg het noodlot toe toen Simon Oberender plotseling overleed. Op zijn website kondigde de band daarop een creatieve pauze aan, met de bedoeling om daarna hoe dan ook weer door te gaan.

## Stijl
De band speelt klassieke progressieve metal en rock, vergelijkbaar met die van Dream Theater in de vroege jaren 1990. De groep laat zich echter ook beïnvloeden door andere metal- en rockgenres, waarbij bands als Royal Hunt, Meat Loaf, Avantasia, Savatage en Within Temptation genoemd worden.

## Discografie
- The Old Man and the Spirit (album, 2012, Frontiers Records)